# Багатоцільовий вертоліт

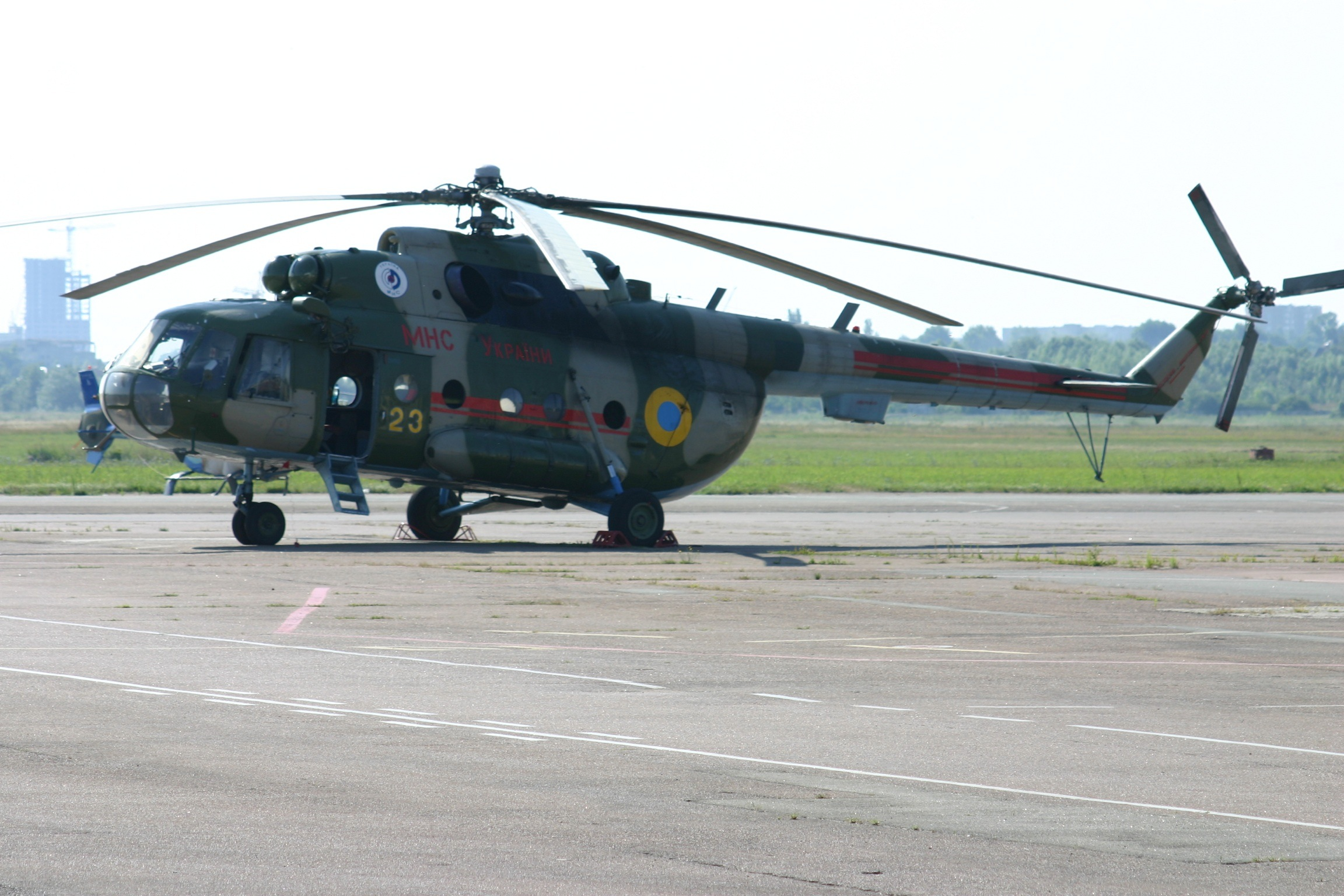
Багатоцільовий гвинтокрил української армійської авіації Мі-8

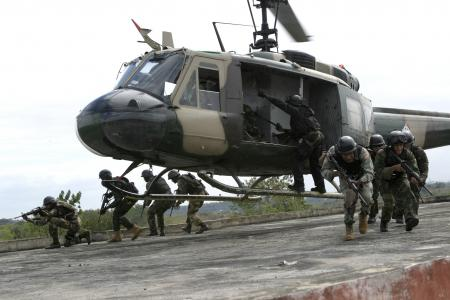
Висадка домініканських командос з морськими піхотинцями США з борту багатоцільового гвинтокрила UH-1 «Ірокез» на навчаннях

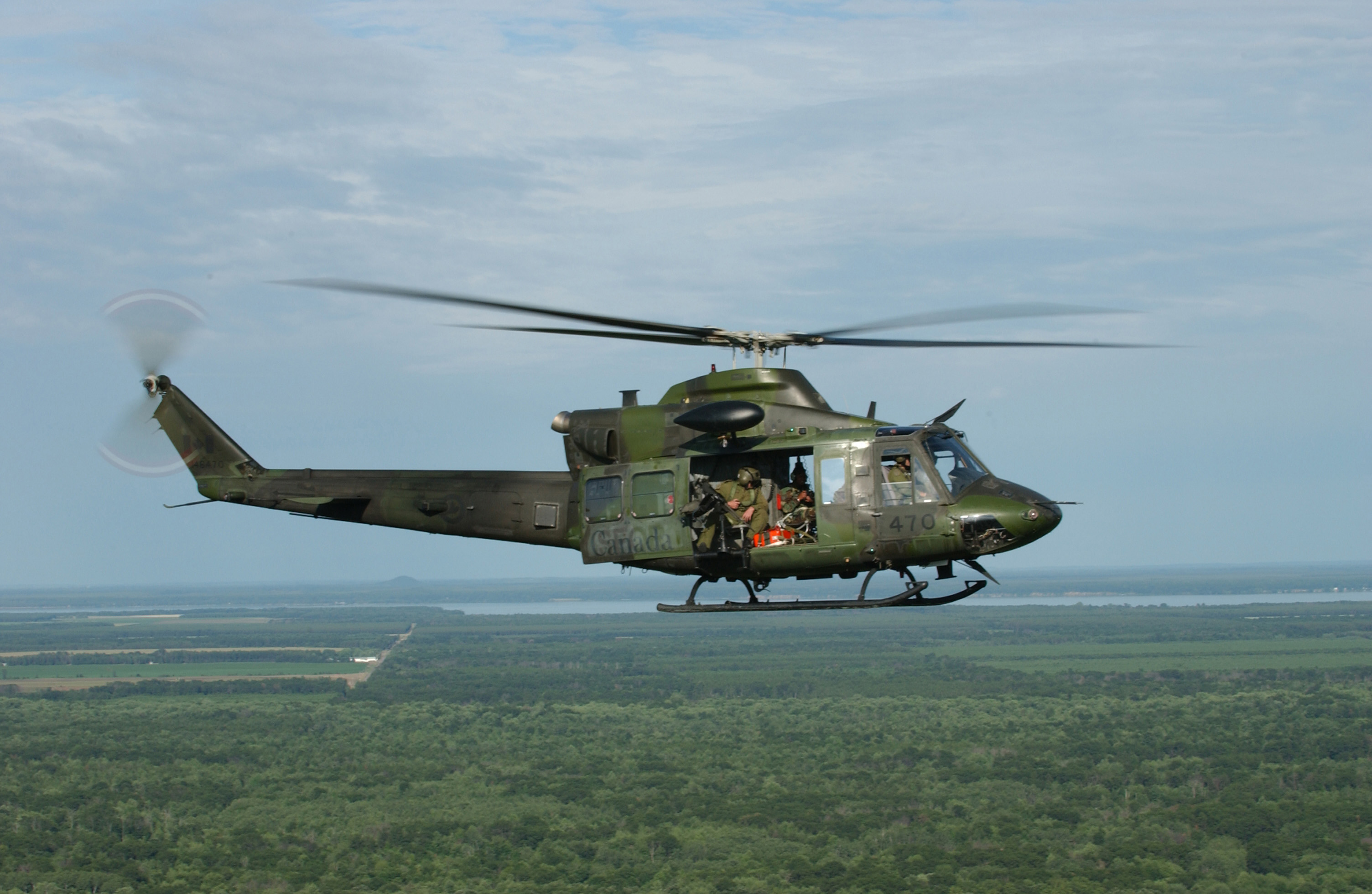
Канадський багатоцільовий гвинтокрил CH-146 «Гріффон»

Багатоцільовий гвинтокрил або багатоцільовий гелікоптер — бойовий гвинтокрил, що призначений для виконання різнорідних завдань, а саме: атаки наземних цілей, вогневої підтримки наземних військ, перевезення, десантування та медичної евакуації військовослужбовців, забезпечення управління військами з повітря, спостереження та розвідки тощо.

## Сучасні багатоцільові гвинтокрили
- Aérospatiale SA 360 Dauphin
- / AgustaWestland AW109
- Eurocopter Dauphin
- Bell UH-1 Iroquois
- Eurocopter EC135
- Eurocopter AS350
- Eurocopter UH-72 Lakota
- HAL Dhruv
- Harbin Z-9
- KAI KUH-1 Surion
- / MBB/Kawasaki BK 117
- Мі-8
- Мі-17
- Мі-35М
- NHIndustries NH90
- Sikorsky S-70
- Sikorsky UH-60 Black Hawk
- Westland Lynx

## Вимоги до перспективних гвинтокрилів
Життєвий цикл більшості бойових гвинтокрилів в країнах НАТО закінчується у 2030-2050 роках.
Серед вимог до технологій  перспективних гвинтокрилів невідкладними для реалізації фахівці визнають модульність конструкції, кіберзахист та гібридні технології двигунів. Серед групи пріоритетних технологічних напрямів фігурує зброя спрямованої енергії,
інтеграція на борту вертольотів системи управління БПЛА для дії у складі пілотовано-безпілотних груп (Manned-Unmanned Teaming, MUMT), багатофункціональна розподілена апертура радіотехнічних систем та ін.

## Галерея

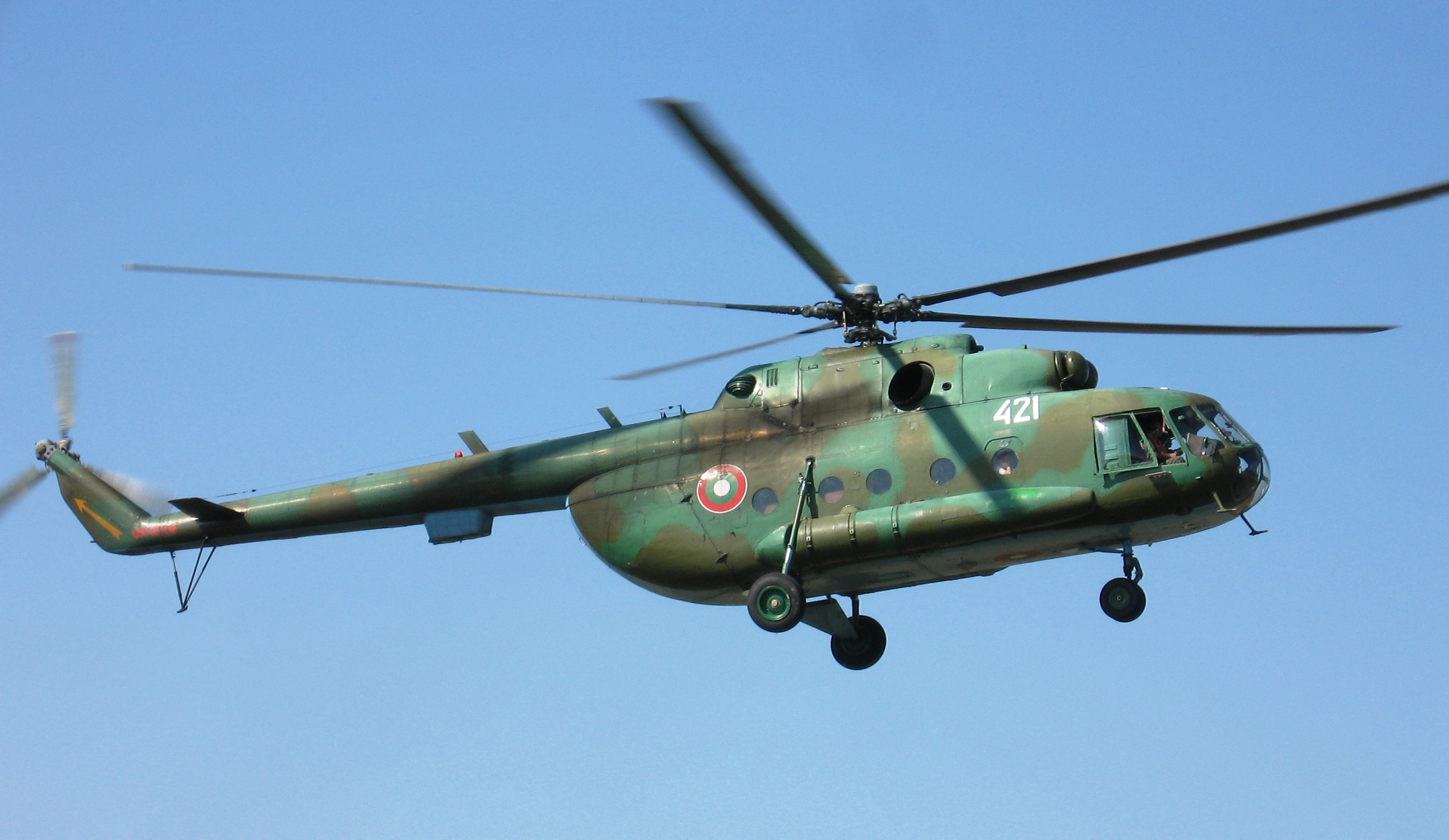
Мі-17 болгарських ВПС
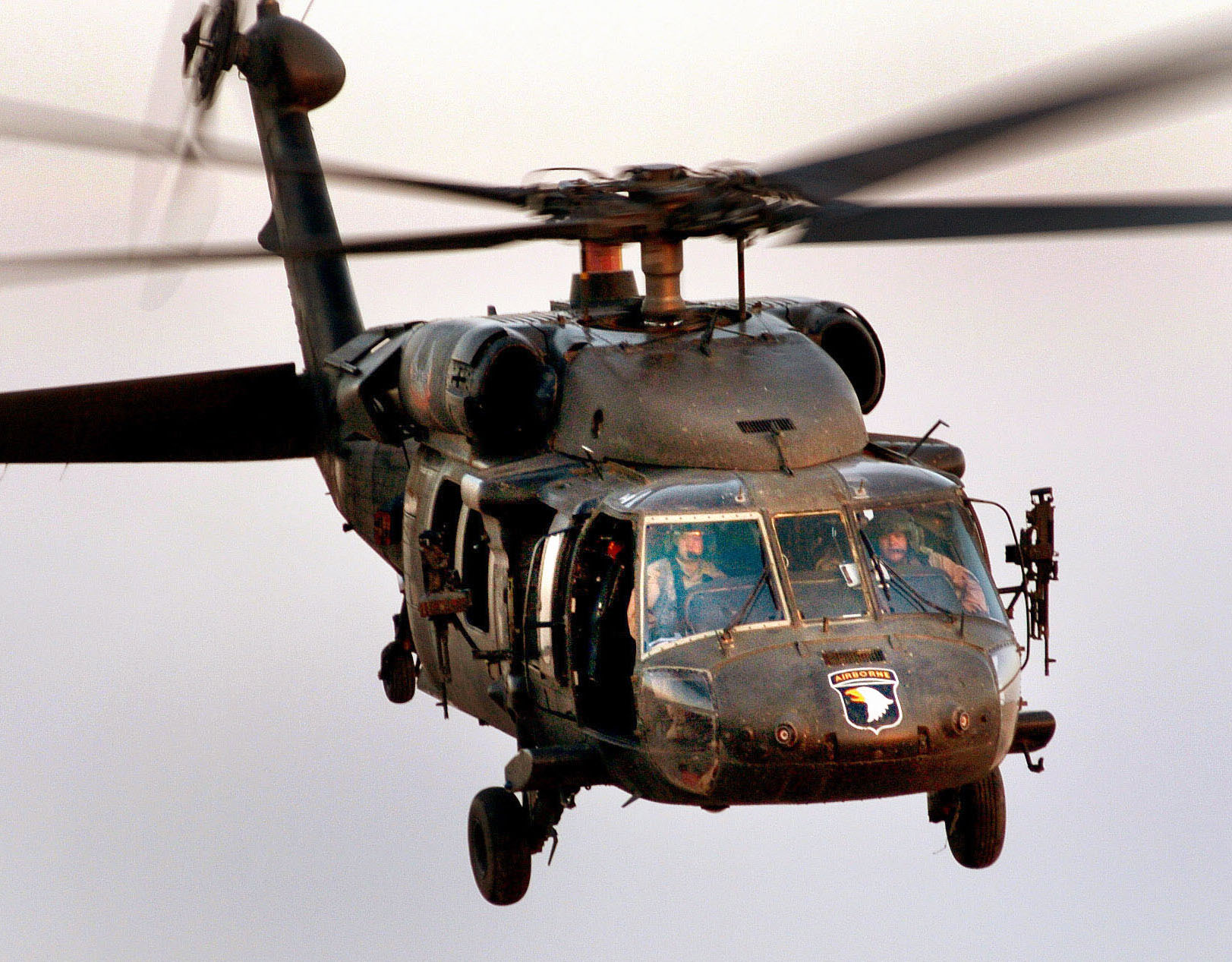
UH-60 Black Hawk американської армії
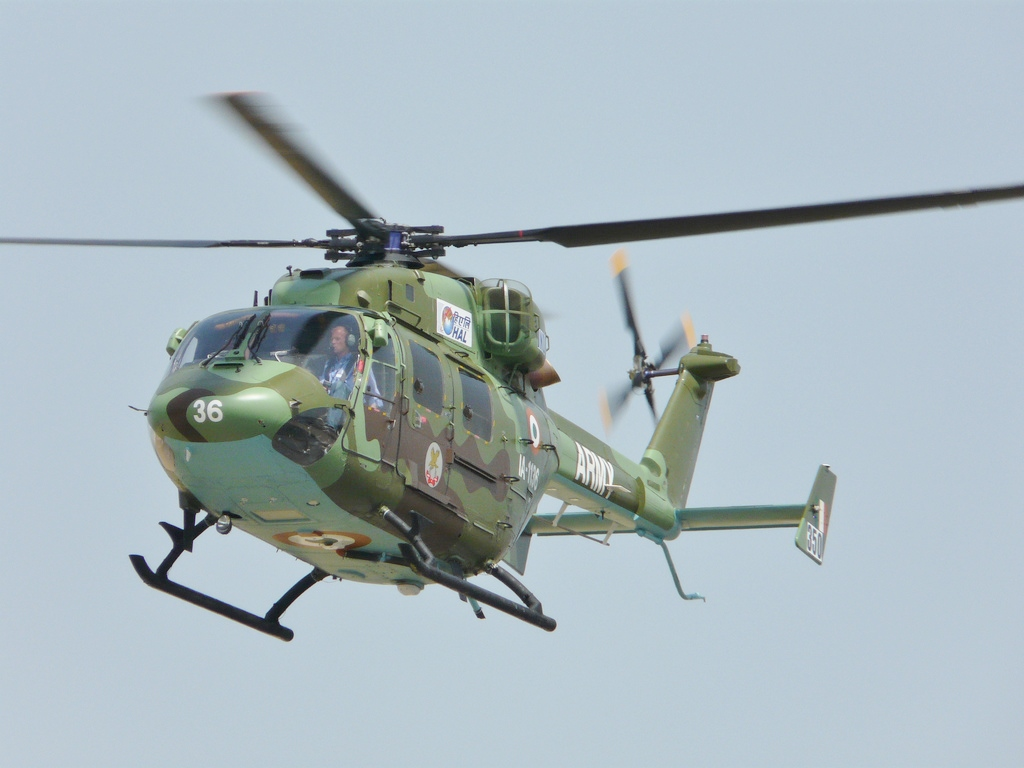
HAL Dhruv Індійських ВПС
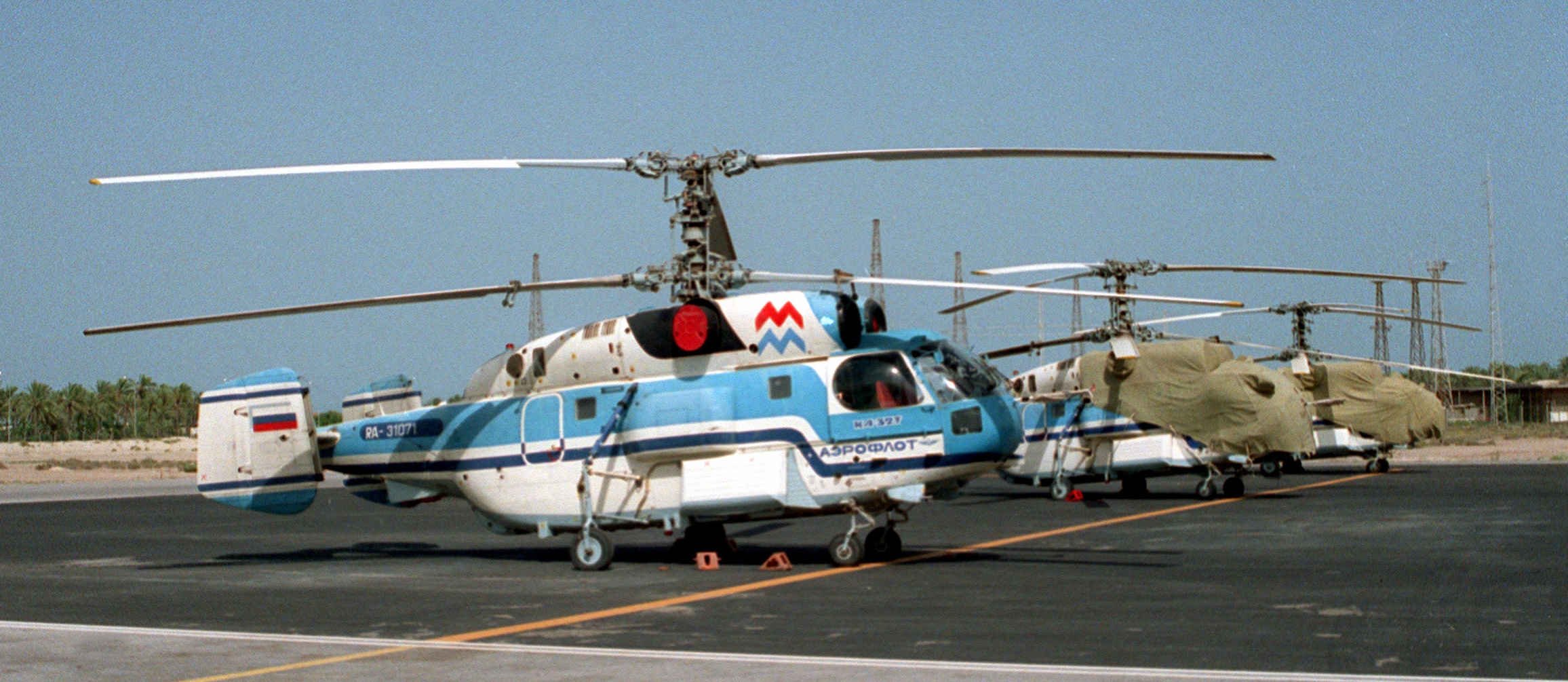
Ка-32 російського Аерофлота
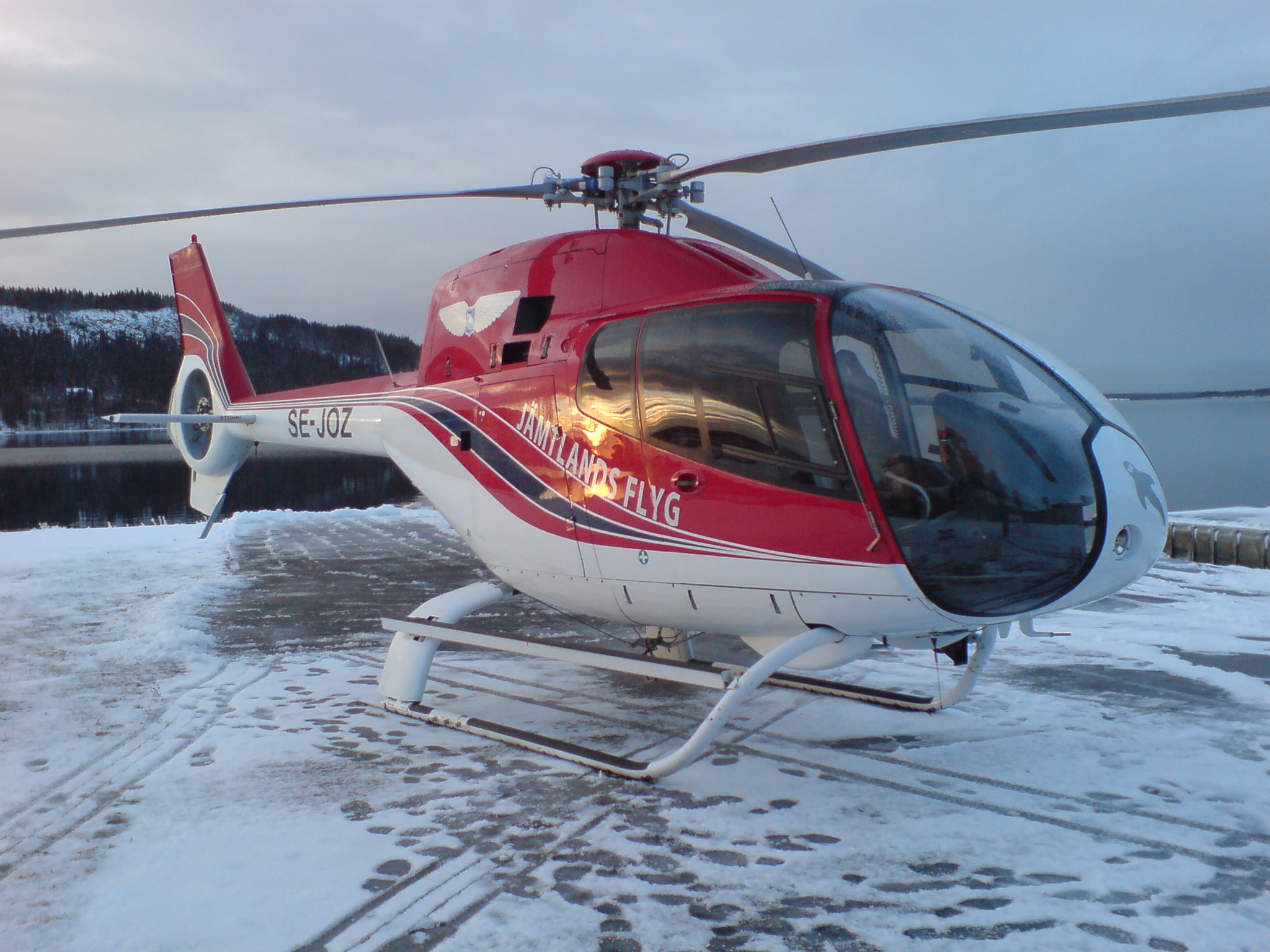
Шведський Eurocopter EC120 Colibri
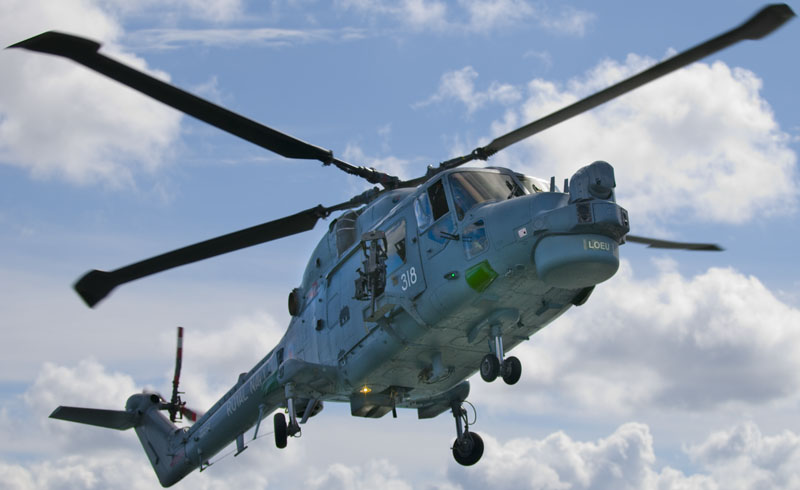
Westland Lynx Королівського військово-морського флоту Великої Британії
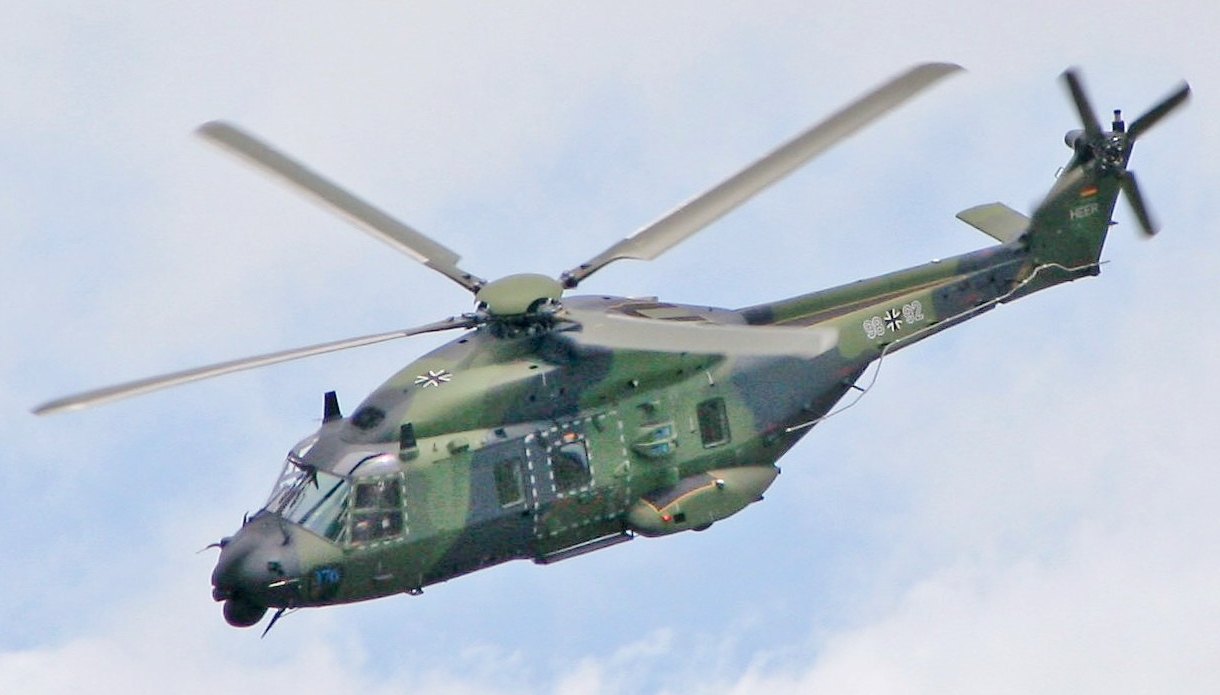
NHI NH90 Бундесвера
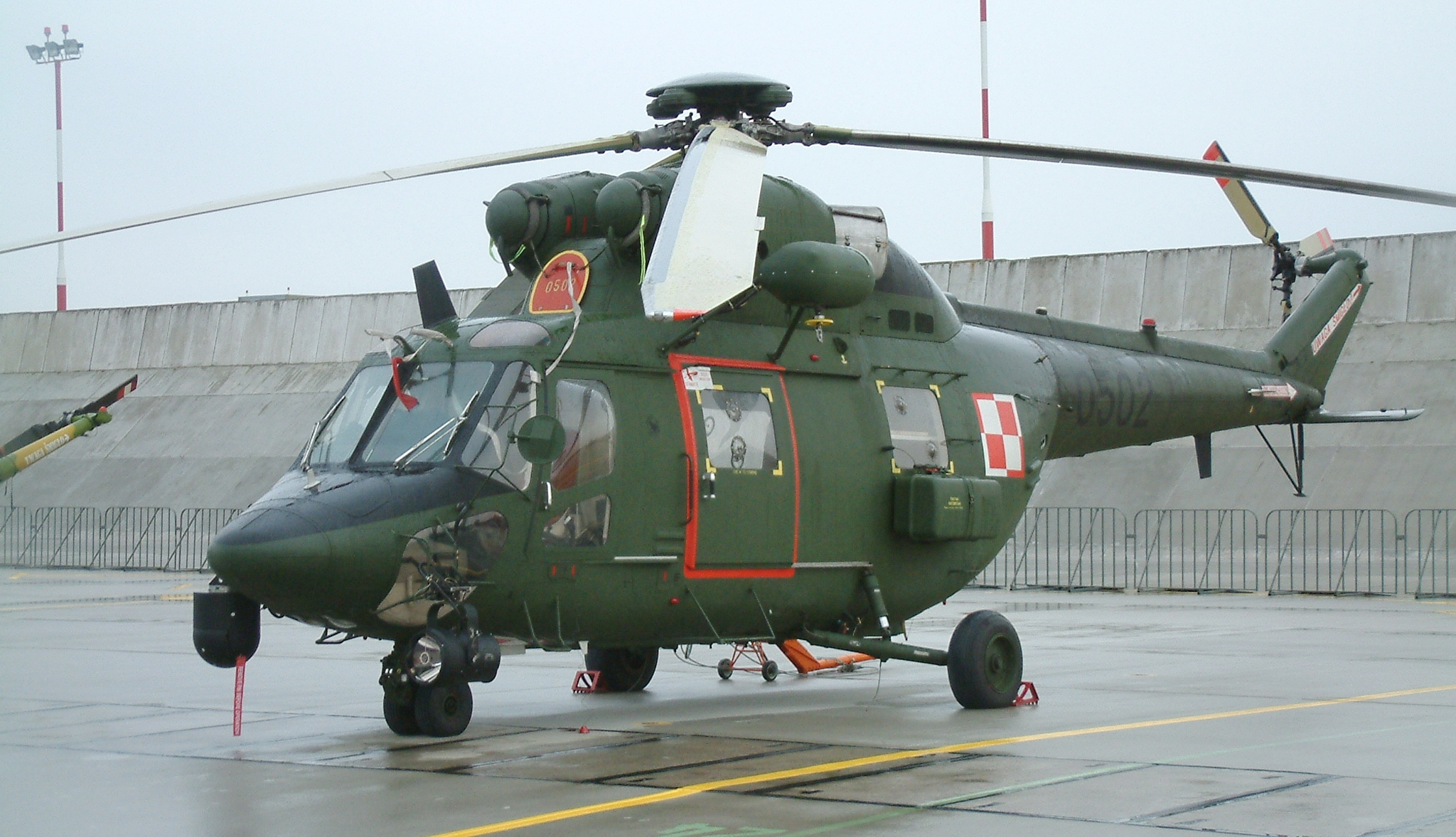
Польський PZL W-3 Sokół